# Novela (álbum)
Novela es el vigésimo noveno álbum de estudio del músico argentino Fito Páez, lanzado el 27 de marzo de 2025 bajo el sello Sony Music. Desarrollado originalmente en 1988, fue grabado casi 35 años después, durante 2024, en los Abbey Road Studios de Londres.

## Antecedentes
En 1988, Páez comenzó a trabajar en un demo para Novela, el cual contenía gran parte de las canciones del álbum. Sin embargo, ese momento, el artista se encontraba trabajando en paralelo en la composición de Ey!, que sería publicado ese mismo año como su quinto álbum de estudio. Debido a que estaba trabajando simultáneamente en ambos proyectos, el músico argentino se concentró en Ey!, posponiendo temporalmente el proyecto Novela. De acuerdo con Páez, en ese momento, buscaba distanciarse de su álbum anterior, Ciudad de pobres corazones (1987), una obra que había sido una respuesta artística al trágico asesinato de sus abuelas.
Posteriormente, la composición de Novela continuó postergada debido al desarrollo en paralelo con el proceso creativo de los siguientes álbumes del artista, entre ellos, Tercer mundo (1990). No obstante, en palabra del mismo músico, la idea del disco fue dejada de lado por diferentes motivos, entres ellos, la falta apoyo de su discográfica y la imposibilidad de llevar a cabo el proyecto como una película, que en su momento iba a contar con la colaboración del director argentino Alejandro Agresti, y el guion con ayuda de Horacio Gónzales y Fernando Noy.
A pesar de que ningún tema se conservó totalmente, algunos de ellos terminaron siendo incluidos en trabajos posteriores, ya sea mediante ciertos pasajes musicales o en versiones más acabadas. Esto se dio por ejemplo con el tema “As de Póker”, que seis años más tarde se convertiría en la canción “Circo Beat”; también con “Novela”, el cual después grabaría la cantante Fabiana Cantilo, con el título de “Nada es para siempre” en el disco Sol en Cinco de 1995; o “Las brujitas”, que sería regrabado e incluido en un álbum de canciones infantiles llamado Piojos y piojitos, editado en 1991 con el nombre “Ay, bruja, bruja, brujita”.

### Versión de 2025
A mediados de 2024 se dio a conocer que Fito Páez reactivó el proyecto y que lo está produciendo en los Abbey Road Studios junto a su banda formada por Diego Olivero, Juani Agüero, Emme, Carlos Vandera y Coki Debernardi.
El 30 de enero de 2025, fue publicado el primer sencillo del álbum, "Cuando el circo llega al pueblo", contando con un vídeoclip realizado por Antiestático y producido Sony Music Entertainment España, en donde actúan el artista, además de Luca Schejtman, Coki Debernardi, Sofía Estévez, María Julieta, Vico Miranda y la actual pareja de Páez, Eugenia Kolodziej. El segundo sencillo fue Superextraño, lanzado en febrero, y el tercero Sale el sol.
El álbum fue lanzado en su totalidad el 27 de marzo a través de streaming.

## Recepción

### Comentarios de la crítica
Marcelo Fernández Bitar de Clarín consideró que el álbum es más un cuento infantil que una novela, compuesta de «música sofisticada, sorprendente e imaginativa, pero letrísticamente es simple». El periodista criticó la fluidez del relato de la historia por ser demasiado lineal sin desarrollar un eje dramático. Sin embargo, agregó que «Novela logra sumergir al oyente en un viaje fascinante». Eduardo Fabregat de Página/12 destacó la producción y el trabajo en arreglos del álbum, además de las múltiples canciones «valiosas», las variadas influencias de artistas con la «identidad propia» de Páez, concluyendo que «Novela es ambición, desafío y riesgo, es apuesta fuerte. Pero sobre todo Novela es una noble andanada de música». Antonella Lopreato de Billboard Argentina firmó que Páez con Novela «entrega alguno de sus mejores [álbumes] de los últimos años», describiendo la propuesta del disco como «una entrega absoluta al arte, a la historia, a la emoción». Humphrey Inzillo, de Rolling Stone Argentina, subrayó la habilidad de Páez para fusionar sus influencias con un estilo propio y seleccionó «Los corazones necesitan amar» como uno de sus mejores temas, describiendo el álbum, como «uno de los proyectos más ambiciosos en la obra de un artista voraz».
Esteban Linés de La Vanguardia le otorgó cuatro estrellas y lo describió como un «álbum conceptual de trasfondo nostálgico pero sónicamente muy bien arraigado».

## Lista de canciones
Todas las canciones están compuestas y producidas por Fito Páez, Gustavo Borner y Diego Olivero, excepto donde se indica.

| Novela  |                                   |                         |          |  |
| N.º     | Título                            | Escritor(es)            | Duración |  |
| 1.      | «Universidad Prix»                |                         | 3:26     |  |
| 2.      | «El amor»                         |                         | 1:02     |  |
| 3.      | «Brujas Salem de Prix»            |                         | 3:36     |  |
| 4.      | «Maldivina y Turbialuz»           |                         | 2:59     |  |
| 5.      | «Cuando el circo llega al pueblo» |                         | 3:17     |  |
| 6.      | «Naná / La siesta»                |                         | 0:41     |  |
| 7.      | «Cruces de gin en sal»            |                         | 3:19     |  |
| 8.      | «Jimmy Jimmy»                     |                         | 2:20     |  |
| 9.      | «Nobody Knows»                    |                         | 1:01     |  |
| 10.     | «Miss Understood»                 |                         | 2:55     |  |
| 11.     | «Balas y flores»                  |                         | 3:10     |  |
| 12.     | «Superextraño»                    | Fito Páez Diego Olivero | 3:41     |  |
| 13.     | «Herencia»                        |                         | 0:57     |  |
| 14.     | «Modo Carrie»                     |                         | 2:29     |  |
| 15.     | «Love is Falling Over My Heart»   |                         | 3:12     |  |
| 16.     | «Argentina es una trampa»         | Páez Coki Debernardis   | 2:42     |  |
| 17.     | «Infierno en la Tierra»           |                         | 1:19     |  |
| 18.     | «El vuelo»                        |                         | 3:34     |  |
| 19.     | «Aceptémoslo»                     |                         | 3:06     |  |
| 20.     | «El último apagón»                |                         | 3:46     |  |
| 21.     | «El triunfo del amor»             |                         | 4:32     |  |
| 22.     | «Los corazones necesitan amar»    |                         | 3:12     |  |
| 23.     | «Julius perdiendo todo»           |                         | 3:18     |  |
| 24.     | «Sale el Sol»                     |                         | 2:38     |  |
| 25.     | «Esperanzas y tormentas»          |                         | 2:27     |  |
| 1:08:39 |                                   |                         |          |  |